# Viceroy (cigarrillos)

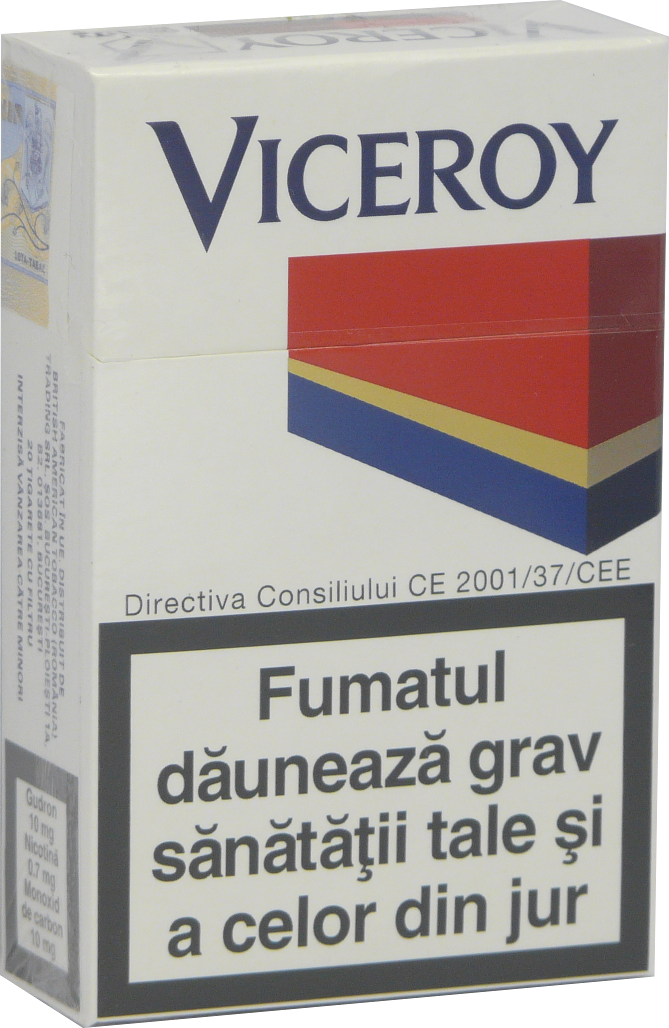
Viceroy cigarettes box (Rumanía)

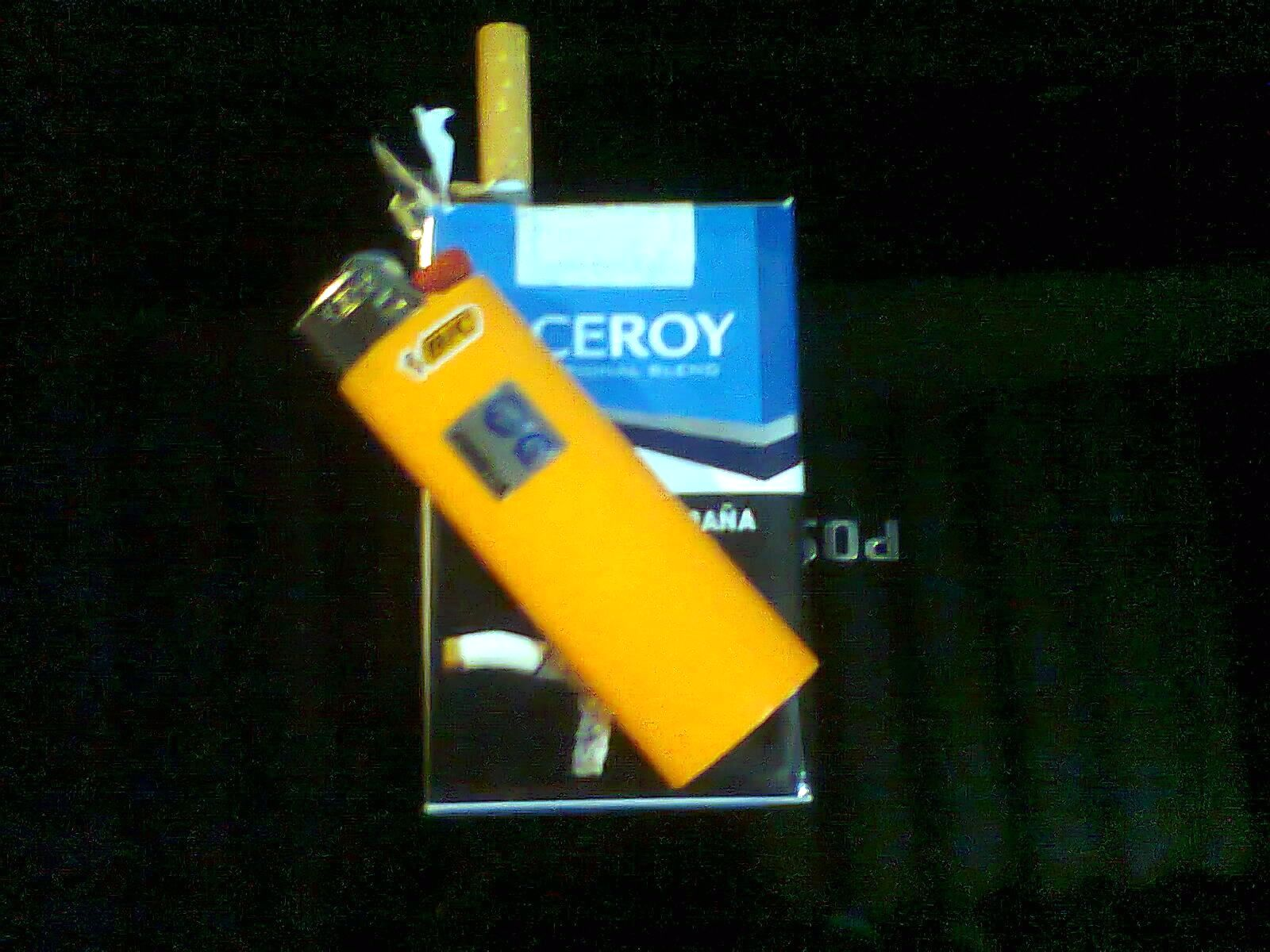
Viceroy Azul, una versión con menos nicotina del Viceroy original (Argentina)

Viceroy es una marca de cigarrillos hecha por Brown & Williamson, perteneciente a British American Tobacco, y, desde 2004, por Reynolds American Inc., una empresa conjunta entre la división estadounidense de British American Tobacco y R.J. Reynolds Tobacco Company.
Viceroy se originó en los Estados Unidos en 1936, como el primer cigarrillo en tener un filtro de corcho. En 1952 fue la primera marca en agregar un filtro de celulosa, que estableció un nuevo estándar en la industria. En 1953, se introdujeron los Viceroy Filter Kings. En 1990, Viceroy Box Kings y Lights Box Kings fueron introducidos en el mercado estadounidense, seguidos de Viceroy Ultra Lights Kings y Ultra Lights 100's en 1992, y New Viceroy 100's box styles, y Viceroy Mentolados en el 2000. 
Luego de la fusión Brown & Williamson, esta marca ha sido minimizada, aunque se continúa vendiendo en los mercados donde su demanda es alta, como Rumania, el Medio Oriente, Turquía, Venezuela y Argentina

## En la cultura popular

### Música
El músico canadiense Mac DeMarco escribió una canción llamada ''Ode To Viceroy'', en referencia a su marca de cigarrillos favorita. La canción fue lanzada en su álbum 2 en junio de 2012.

### Cine
Durante la escena en la licorería de la película West side story aparece la marca Viceroy publicitada durante el número musical interpretado en dicha escena.

En la película de 1957, Doce hombres sin piedad del Director Sidney Lumet, aparece un paquete de esta marca encima de la mesa durante el debate del jurado de un juicio. 